# Symphysanodon berryi
Symphysanodon berryi är en fiskart som beskrevs av Anderson, 1970. Symphysanodon berryi ingår i släktet Symphysanodon och familjen Symphysanodontidae. Inga underarter finns listade i Catalogue of Life.